# James Philip Eagle
James Philip Eagle, né le 10 août 1837 dans le comté de Maury (Tennessee) et mort le 20 décembre 1904 à Little Rock (Arkansas), est un pasteur chrétien baptiste et un homme politique démocrate américain. Il est gouverneur de l'Arkansas entre 1889 et 1893.

## Biographie
Il a étudié la théologie et a été ordonné pasteur baptiste.

## Carrière
En 1873, il est devenu membre de la Chambre des représentants de l'Arkansas jusqu’en 1878.
En 1888, il est devenu gouverneur de l'Arkansas et a été réélu pour un second mandat en 1890, Son administration était soucieuse de favoriser l'immigration et de soutenir l'éducation.

### Ministère
En 1880, il est devenu président de la Convention baptiste de l'Arkansas jusqu’en 1904. En 1902, il est devenu président de la Convention baptiste du Sud jusqu’en 1904.